# Vinjevatn
Vinjevatn – jezioro w gminie Vinje w regionie administracyjnym Telemark w Norwegii.
Jezioro należy do rozległego systemu wodnego dorzecza rzeki Skien. Ma nieregularny kształt, znacznie wydłużony w osi pn.-zach. - pd.-wsch.
Naturalny dopływ wód do jeziora zapewnia rzeka Smørkleppåi, wpadająca do niego od pn.-zach. Odpływ wód zapewnia rzeka Vinjeåi, uchodząca z jeziora w jego pd.-wsch. krańcu i wpadająca w Åmot do rzeki Tokke.
Vinjevatn stanowi ważny zbiornik buforowy, niezbędny dla funkcjonowania sąsiednich elektrowni wodnych. Jest zasilane wodą zrzucaną przez elektrownię wodną Vinje, pochodzącą z jeziora Totak, samo zaś stanowi zbiornik górny wody, napędzającej elektrownię wodną Tokke. Z tych powodów wysokość lustra wody w jeziorze waha się w granicach od 462 do 465,5 m n.p.m.